# Ankhara
Ankhara es un grupo español de heavy metal con influencias de power metal y metal progresivo. Fundado en 1995, se disolvió en 2004 y en 2013 se reúne nuevamente.

## Historia

### Primeros años
En 1995 se forma oficialmente en Madrid, donde comienzan a recorrer el circuito de pequeños locales de la escena del metal y a grabar unas maquetas. La primera formación de Ankhara estaba formada por Alberto Marín y Cecilio Sánchez a las guitarras, Sergio Matínez al bajo, Jesús Alcalde a la batería y Pacho Brea como encargado de las voces. En agosto de 1997 comienzan a salir de Madrid de una forma más frecuente, acompañando en varias ocasiones a grupos como Medina Azahara o Muro.
En 1998 son incluidos en el festival itinerante por toda España DURO CON EL 98 donde actúan junto a bandas como Knell Odyssey, Muro, Avalanch, Saratoga, Obús y Mägo de Oz, entre otros muchos. Otra gira importante se produce meses más tarde, cuando los asignan como grupo invitado para la gira del grupo Saxon por España.
Poco después, ganan el concurso organizado por el Ayuntamiento de Pinto, localidad cercana a Madrid, lo cual les da alas para meterse a grabar su primer disco.

### Dueño del tiempoyII
A comienzos de 1999 firman un contrato discográfico con Locomotive Music y en abril editan su primer disco Dueño Del Tiempo. Este disco es grabado en los Estudios Box de Madrid, bajo la producción de Goyo Esteban. Unos meses más tarde Ankhara fue invitado a participar en el disco Transilvania 666, tributo español a Iron Maiden, interpretando una versión de "Phantom Of The Opera".
Durante el año 2000 comienzan una extensa gira. El hito más importante de la misma es su participación en el primer festival internacional de Heavy Metal celebrado en España, Rock Machina 2000 junto a grupos como Vision Divine, Running Wild, Tierra Santa, Lujuria, Labyrinth, Koma, Easy Rider, Edguy, Metalium, Mägo de Oz, Virgin Steel o Azrael. Se edita y lanza al mercado un CD recopilatorio con todas las bandas que actuaron en el festival los días 8 y 9 de julio, Ankhara aparece con el tema "No Mires Atrás".
Además, la cadena de tiendas Tipo, como celebración de sus 9 años apoyando la música independiente española, edita un disco que recoge una muestra de los 100 grupos más significativos en un CD llamado Los 100 De TIPO. Aparecen en el Vol. I con la canción "3:40" junto a otros artistas como Mägo De Oz, Lujuria, Hamlet, Saratoga, Tierra Santa, Los Suaves, Ángeles del Infierno, Muro, entre muchos otros.
En agosto de 2000 el grupo empezó la preproducción de su disco Ankhara II. Al mismo tiempo Pacho Brea, el vocalista del grupo, grabó las versiones en inglés de los discos (Dueño Del Tiempo y Ankhara II) para su edición internacional, los cuales nunca se llegaron a publicar. Este disco se graba en los estudios Sincronía de Madrid, siendo el productor Sergio Marcos, volviendo a estar en la misma línea que el disco anterior.
Por otra parte, también son varios los componentes que colaboran con otros grupos, como Mägo de Oz, Muro, etc. De nuevo vuelven a salir de gira, participando en los mejores festivales del momento.

### Cambio de formación ySombras del pasado
En 2003 hay cambios en las filas, Jesús Alcalde (batería) se retira del grupo y Sergio Martínez (bajo), pasa a formar parte de Mägo de Oz en sustitución de Salva. Los nuevos miembros del grupo son Jaime Olivares a la batería, Fernando Mainer al bajo y Victor Alonso al teclado.
En febrero del mismo año sale Sombras Del Pasado, este disco es mucho más cercano al metal progresivo que sus dos antecesores. En este álbum incluyen una versión de la canción "Hold The Line" de Toto, titulada "Mantente Firme". Tras la salida del disco comienzan una gira, que finalmente sería la última antes de su disolución.

### Disolución del grupo
En junio de 2004 Ankhara decidió separarse, después de tres discos editados. Después de la separación cada músico opta por caminos diferentes, así como también la creación de nuevas bandas. El bajista Sergio Martínez forma el grupo Mr. Rock junto a Manuel Manrique. Mientras tanto Antonio Pino, Fernando Mainer, Jaime Olivares, Víctor Alonso y Pacho Brea forman el grupo Mysteria. Con esta formación graban su primer trabajo con Avispa Records, pero por motivos desconocidos el disco nunca vería la luz, lo cual motivó que finalmente se disolvieran de nuevo y cada uno tomara caminos distintos.
Fernando Mainer entra a Ars Amandi sustituyendo a Pedro Díaz "Peri" que entra a Mägo De Oz. A principios de 2006, Cecilio Sánchez colabora en el álbum de Moonlight Fear llamado Prueba De Fuego junto a otros como José Cebrian (Leithian, ex-Valhadian), Carlos Sánchez (No Code).
Por otro lado, Pacho Brea se muda a Tenerife donde conoce al guitarrista Yeray López con quien funda el grupo Hybris en el año 2006.
En junio de 2007 salió un disco recopilatorio con el nombre Lo Mejor De Ankhara.

### Reunión
El día 16 de febrero de 2013, en el Facebook de la banda se publica este mensaje: "Centro Metal os informa que ya está en marcha la reunión de ANKHARA. La formación que está preparando los temas para el directo son: Pacho Brea (voz), Cecilio Sanchez-Robles (guitarra), Alberto Marin (guitarra), Sergio Martinez (bajo) y Jesús Alcalde (batería). Como veréis es la formación de origen pre- Dueño del Tiempo. Aquí os iremos recordando parte de la historia del grupo, como a su vez informaros de las fechas que ya empiezan a confirmarse. Un saludo a tod@s."
Ankhara vuelve a subirse a los escenarios después de casi nueve años de su última aparición en La Marina (Alicante) el 3 de julio de 2004. En principio, el grupo solo se reúne para realizar algunas actuaciones, para las que tienen un repertorio centrado básicamente en sus dos primeros trabajos; "Dueño del tiempo" y "II".
En palabras de Cecilio: "Cuando pensamos en la reunión no pensamos en un nuevo disco, sólo pensamos en poder tocar de nuevo, es más, centrándonos en los dos primeros trabajos que es básicamente lo que hemos hecho en esta gira de reunión. La idea era plantear lo que la banda era al principio, por ello contamos con la primerísima formación y no con otra". Finalmente se da por hecho el regreso de la banda con la formación anteriormente mencionada, haciendo en ese año un gran número de conciertos y participando en diversos festivales.
El 8 de febrero de 2014 en la sala Shoko de Madrid, se inmortalizó el concierto que pondría punto final a la reunión del conjunto. Este concierto finalmente salió a la venta en DVD en el año 2015 con el título Dueños del Tiempo. En él participan  los antiguos integrantes del grupo Víctor Alonso (teclista) y Fernando Mainer (bajista) en “Océanos de lágrimas”.

### Sinergia
Después de la gira de reunión, cada integrante del grupo retomaron sus proyectos y decidieron darse un tiempo antes de decidir si continuaban con Ankhara. La decisión fue unánime y decidieron continuar con el grupo.
En septiembre de 2017 anunciaron la inminente grabación de su nuevo disco y la salida del grupo de Jesús Alcalde debido a problemas médicos que le impedían seguir el ritmo de trabajo de la banda. En el comunicado destacan que "han sido muchas y muy buenas las experiencias vividas con Chechu, y se tiene que agradecer su valentía para tomar una decisión tan drástica, sabiendo que Ankhara es la banda de su vida, pero como nos dijo en reunión mantenida con él, no quería que su convalecencia retrasase el trabajo que suponía el nuevo disco, además de querer tomarse un tiempo que necesita para su total recuperación". En el mismo comunicado anuncian que el nuevo batería es Matt de Vallejo (Zero3iete, Rafa Blas, 037/LEO, Kaothic).
Tras los adelantos "Te toca sufrir" y "Sigo en pie", el nuevo disco de Ankhara, llamado Sinergia, finalmente sale a la venta el 18 de mayo de 2018. Las guitarras y las voces fueron registradas en los estudios Meiga Sound de José Rubio (Nova Era, José Andrëa y Uróboros, ex- WarCry), las baterías en los estudios Cadillac Blood de Andy C. (Lords Of Black) y los bajos en los estudios Mojo Road. La mezcla y la masterización se realizaron en los estudios Cube Madrid a cargo de Alberto Seara (Sôber, Mägo de Oz), y la portada es obra de Fernando ‘Nanderas’.

## Discografía

### Discos de estudio
- Dueño del tiempo (1999)
- Ankhara II (2000)
- Sombras del pasado (2003)
- Sinergia (2018)
- el origen (1995-1998) (2021)
- Premonición (2021)

### Directos
- Dueños Del Tiempo (DVD) (2015)

### Otros
- Lo mejor de Ankhara (Recopilatorio) (2007)
- Acordes Mágicos (Recopilatorio) (2013)
- Tu Verdad (sencillo) (2023)

## Colaboraciones
- Transilvania 666 (Tributo a Iron Maiden) (1999)
- Larga Vida Al... Volumen Brutal (Tributo a Barón Rojo) (2002)